# بروتش
بلدية البروك (بالكاتالانية:el Bruc) هي إحدى بلديات مقاطعة برشلونة، والتي تقع في منطقة كاتالونيا، شرق إسبانيا.
يبلغ عدد سكانها 1.743 نسمة وفقاً لإحصائية سنة (2007).